# El presoner del cel
El presoner del cel és una novel·la de Carlos Ruiz Zafón publicada el 2011. És el tercer llibre de la saga del Cementiri dels llibres oblidats, un cicle de quatre novel·les interconnectades i ambientades en la Barcelona misteriosa i gòtica que va des de l'era de la Revolució Industrial fins als anys posteriors a la Guerra Civil espanyola. La tirada inicial, per a Espanya i Hispanoamèrica, va ser d'un milió d'exemplars.

## Argument
Daniel Sempere, ja un home casat i pare d'un fill, rep la visita d'un misteriós home que busca a Fermín Romero de Torres. Llavors serà quan descobreixi la dura història del seu amic i com d'units estan l'un i l'altre.
En El presoner del cel descobrim que aquell adolescent que vam conèixer a L'ombra del vent ara està casat amb Bea i és pare d'un nen anomenat Julián. Daniel Sempere rep la visita d'un misteriós personatge en la llibreria preguntant, ni més ni menys, que per Fermín. Espantat, decideix explicar-li al seu amic i cap la seva història. Una història que comença al castell de Montjuïc i que acaba el dia que es van conèixer a la plaça Real.
A la presó en la qual estaven empresonades les persones políticament contràries al règim dictatorial de Franco, Fermín Romero de Torres coneix a David Martín (protagonista del joc de l'àngel), al que anomenen el presoner del cel. La presó està regentada per Mauricio Valls, algú amb escassa habilitat literària que manté amb vida a David Martín perquè aquest li reescrigui la seva obra. Per aconseguir-ho, Valls amenaça amb fer mal a la seva amiga Isabella Gispert, el seu marit i el seu fill: Daniel Sempere. Allí, l'escriptor i Fermín entaulen amistat i planegen la fugida d'aquest últim emulant al Comte de Montecristo, amb la condició que Fermín cuidi sempre del petit Daniel. Quan tot està a punt, Fermín decideix robar al seu company una clau que obre el tresor que ha aconseguit amb els crims de la guerra civil.